# Justus Zeyen
Justus Zeyen (* 9. Juni 1963 in Kiel) ist ein deutscher Pianist und Liedbegleiter.

## Leben
Justus Zeyen erhielt zunächst Violin- und Klavierunterricht (u. a. bei Cord Garben). 1980 nahm er erfolgreich am Bundeswettbewerb Jugend musiziert teil und war 1982 und 1986 Stipendiat der Richard Wagner Stiftung. Nach dem Abitur an der Kieler Gelehrtenschule 1982 studierte er an der Hochschule für Musik und Theater Hannover bei Martin Dörrie, Karl Engel und Bernhardt Ebert. Ergänzend dazu belegte er Kurse bei Erik Werba und Hartmut Höll.
Justus Zeyens musikalischer Schwerpunkt liegt in der Kammermusik. Weltweit gibt er Konzerte als Solist, vor allem aber als Liedpianist. Bisherige prominente Begleiter dabei waren z. B. Juliane Banse, Christiane Iven, Sibylla Rubens, Doris Soffel, Siegfried Lorenz, Michael Schade und Bernd Weikl sowie die Chöre des Bayerischen und Süddeutschen Rundfunks. Zahlreiche Tonträgeraufnahmen und Rundfunkmitschnitte ergänzen sein musikalisches Schaffen. Seit ersten gemeinsamen Konzerten im Rahmen der Kremerata Musica im burgenländischen Lockenhaus 1994 arbeitet Justus Zeyen regelmäßig mit Thomas Quasthoff zusammen. Measha Brueggergosman lässt sich im Rahmen von Liederabenden von Justus Zeyen begleiten.
Zeyen unterrichtet u. a. Korrepetition an der Musikhochschule in Hannover.

## Auszeichnungen
- Cannes Classical Award 2001
- Echo Klassik 2001

## Diskographie
Auswahl
- Lieder von Brahms und Liszt (zusammen mit Thomas Quasthoff) DGG 477 7433 (2000)
- Franz Schubert: Schwanengesang, Johannes Brahms: Vier ernste Gesänge (zusammen mit Thomas Quasthoff) DGG 471 0302 (2001)
- A Romantic Songbook (zusammen mit Thomas Quasthoff) DGG 474 5012 (2004)
- Franz Schubert: Die schöne Müllerin (zusammen mit Thomas Quasthoff) DGG 474 2182 (2005)